# ژاروونا
ژاروونا (به چکی: Žárovná) یک منطقهٔ مسکونی در جمهوری چک است که در شهرستان پراخاتیتسه واقع شده‌است. ژاروونا ۲٫۴۱ کیلومتر مربع مساحت و ۱۱۳ نفر جمعیت دارد و ۷۲۵ متر بالاتر از سطح دریا واقع شده‌است.